# 誕生 (電影)
《誕生》（韓語：탄생）是2022年上映的韓國歷史傳記電影，《第二次二十歲》的導演朴興識擔任編劇和導演，由尹施允、安聖基、尹敬浩、李文植、李璟榮、申正根、李浩沅主演。這是韓國首次製作關於朝鮮半島天主教首位司祭聖金大建神父的電影，講述青年金大建從以聖金大建安德肋之名誕生到遺憾殉教的過程，2022年11月30日在韓國上映。

## 演員陣容

### 主要人物
- 尹施允 飾演 金大建神父
- 安聖基 飾演 柳真吉[3]
- 尹敬浩 飾演 玄錫文，記錄天主教徒殉教記錄的《己亥日記》的作者，一直輔佐結束留學路回到司祭之位的金大建神父。
- 李文植 飾演 趙申哲，馬夫。
- 李璟榮 飾演 李應植
- 申正根 飾演 林治華
- 李浩沅 飾演 崔良業[4]

### 其他人物
- 宋智妍 飾演 茲琳／金善[5]
- 河景 飾演 金方濟各
- 金光奎 飾演 林治白，林成龍的父親。
- 林賢秀 飾演 崔方濟[6]
- 金承勳 飾演 李在義，金大建神父的合作者。[7]
- 朴智勳（朝鲜语：박지훈 (1994년)） 飾演 林成龍，商船船主。
- 金德重 饰演 李义昌
- 宋勋 饰演 金圣书
- 成赫 飾演 李尚笛
- 白智媛 飾演 高烏蘇拉，金大建的母親。
- 崔武成 飾演 金世俊，金大建的父親。
- 車清華 飾演 金亞奇
- 南多凜 飾演 朝鮮憲宗
- 李準赫 飾演 刑曹判官
- 末今 飾演 金德蘭
- 罗宾·德亚纳 飾演 里夫瓦神父[8]
- 趙載龍 饰演 朴熙秀

### 特別出演
- 金剛于 飾演 鄭河尚
- 鄭柔美 飾演 朴喜順路西亞

## 製作
本片通過實地調查並利用VFX技術重現金大建神父在澳門留學、法蘭西遠東分艦隊塞西爾登船、鴉片戰爭、打通東西滿洲開拓路上入境路線、拉斐爾號橫穿西海、通過白翎島開拓海上入境路線等在金大建一生中佔據重要地位的場面。

### 主體拍攝
主體拍攝於2021年12月6日開始進行，2022年4月底在濟州島殺青。

## 發行

### 宣傳
2021年11月11日在首爾世宗文化會館舉行首次製作發佈會，尹施允、安聖基、李文植、鄭柔美、李浩沅、宋智妍、林賢秀、河景、朴智勳及導演朴興識出席並表達拍攝感想，首爾市長吳世勳亦有出席獻上祝詞。2022年1月6日公開首波劇照，並宣佈將於同年11月上映。
10月31日，因梨泰院踩踏事故韓國進入全國哀悼期，片方宣佈原定於11月3日舉行製作發佈會推遲至11月11日進行。
11月11日在首爾龍山區CGV舉行製作發佈會，尹施允、尹敬浩、金剛于、李文植、李浩沅、羅賓·德亞納、宋智妍、鄭柔美、朴智勳、河景及導演朴興識出席。

### 上映
2022年10月4日，發行商公開首款預告海報，並宣佈正式定檔11月30日在韓國上映。
羅馬當地時間11月16日，《誕生》在教皇廳舉行首映式，導演朴興識和尹施允、尹敬浩、李文植、申正根、金光奎、金剛于等演員在梵蒂岡保祿六世大廳拜見了教宗方濟各。

## 反響

### 票房
上映首日（11月30日）動員2萬2317名觀眾，位列單日票房第五，放映屏數609塊。第一個週末（12月2日至12月4日）觀影人次為7萬5564人次，位列週末票房第三，累計觀影人次12萬0386人次。

## 奖项荣誉
| 年份   | 颁奖礼           | 奖项           | 入围者 | 结果 | 参考   |
| ------ | ---------------- | -------------- | ------ | ---- | ------ |
| 2023年 | 第28届春史電影獎 | 最佳新人男演员 | 尹施允 | 待定 | [ 19 ] |

## 外部鏈接
- NAVER上《誕生》的資料
- Daum上《誕生》的資料

- 韩国电影数据库（KMDb）上《誕生》的資料